# Theresa Weld
Theresa Weld Blanchard (* 21. August 1893 in Brookline, Massachusetts; † 12. März 1978 in Boston, Massachusetts) war eine US-amerikanische Eiskunstläuferin, die im Einzellauf und im Paarlauf startete.
Theresa Weld war die Tochter von A. Windsor Weld, einem Gründungsmitglied des Bostoner Eiskunstlaufvereins, der den modernen, freien und fließenden internationalen Stil, den Jackson Haines populär gemacht hatte, anstatt des altmodischen englischen Stils mit seinen minimalen Körperbewegungen, lehrte. Im Alter von zwölf Jahren begann Weld professionellen Eiskunstlaufunterricht zu nehmen.
Im Einzellauf wurde sie 1914 die erste US-amerikanische Meisterin. Von 1920 bis 1924 gewann sie den nationalen Meistertitel noch fünfmal in Folge. Sie nahm im Einzellauf an keiner einzigen Weltmeisterschaft teil. Dafür bestritt sie drei Olympische Spiele. Bei ihren ersten Olympischen Spielen gewann sie 1920 in Antwerpen die Bronzemedaille hinter den Schwedinnen Magda Julin und Svea Norén. Sie war damit die erste Athletin, die nicht aus Europa kam und eine olympische Medaille im Eiskunstlauf gewann. Bei diesen Spielen war sie die erste Frau, die einen Salchow zeigte, außerdem sprang sie einen Rittberger. Dafür wurde sie allerdings gemaßregelt, denn dies wurde als undamenhaft angesehen und von einigen Punktrichtern mit Abzügen bestraft. 1924 in Chamonix wurde Weld Vierte und 1928 in St. Moritz Zehnte.
Im Paarlauf gewann Weld an der Seite von Nathaniel Niles den US-amerikanischen Meistertitel in den Jahren 1918 und 1920 bis 1927. Mit diesen neun Titeln sind sie Rekordhalter in der Paarkonkurrenz bei US-Meisterschaften. Sie nahmen an drei Weltmeisterschaften teil, konnte aber keine Medaille erringen. 1928 wurden sie Siebte, 1930 Sechste und 1932 Achte. Sie bestritten außerdem drei Olympische Spiele. 1920 in Antwerpen platzierten sie sich als Vierte, 1924 in Chamonix als Sechste und 1928 in St. Moritz als Neunte.
Weld heiratete 1920 Charles Blanchard. Sie blieb dem Eiskunstlauf auch nach dem Ende ihrer Karriere eng verbunden. 1923 rief sie zusammen mit Nathaniel Niles das Skating Magazine ins Leben, das offizielle Eiskunstlaufmagazin des US-amerikanischen Eiskunstlaufverbandes und blieb dessen Herausgeber bis 1963. Bis zu Nathaniel Niles Tod 1932 war er Mitherausgeber gewesen.

## Ergebnisse

### Einzellauf
| Wettbewerb / Jahr                | 1914 | 1918 | 1920 | 1921 | 1922 | 1923 | 1924 | 1925 | 1926 | 1927 | 1928 |
| -------------------------------- | ---- | ---- | ---- | ---- | ---- | ---- | ---- | ---- | ---- | ---- | ---- |
| Olympische Winterspiele          |      |      | 3.   |      |      |      | 4.   |      |      |      | 10.  |
| US-amerikanische Meisterschaften | 1.   | 2.   | 1.   | 1.   | 1.   | 1.   | 1.   | 2.   | 2.   | 3.   |      |

### Paarlauf
(mit Nathaniel Niles)
| Wettbewerb / Jahr                | 1914 | 1918 | 1920 | 1921 | 1922 | 1923 | 1924 | 1925 | 1926 | 1927 | 1928 | 1929 | 1930 | 1932 |
| -------------------------------- | ---- | ---- | ---- | ---- | ---- | ---- | ---- | ---- | ---- | ---- | ---- | ---- | ---- | ---- |
| Olympische Winterspiele          |      |      | 4.   |      |      |      | 6.   |      |      |      | 9.   |      |      |      |
| Weltmeisterschaften              |      |      |      |      |      |      |      |      |      |      | 7.   |      | 6.   | 8.   |
| US-amerikanische Meisterschaften | 2.   | 1.   | 1.   | 1.   | 1.   | 1.   | 1.   | 1.   | 1.   | 1.   | 2.   | 2.   |      |      |